# Gustav Schäfer (remer)
Gustav Schäfer   (Johanngeorgenstadt, 22 de setembre de 1906 - Múnic, 10 de desembre de 1991) fou un remer alemany que va competir durant la dècada de 1930.
El 1936 va prendre part en els Jocs Olímpics de Berlín on guanyà la medalla d'or en la prova del scull individual del programa de rem.
En el seu palmarès també destaca una medalla d'or al Campionat d'Europa de rem de 1934.